# Вальехос, Леопольдо
Леопо́льдо Мануэ́ль Валье́хос Бра́во (исп. Leopoldo Manuel Vallejos Bravo; 16 июля 1944, Сантьяго) — чилийский футболист, вратарь. Участник чемпионата мира 1974, где был основным вратарём сборной Чили.

## Карьера

### В сборной
В сборной Чили Леопольдо Вальехос дебютировал 18 августа 1968 года в матче со сборной Перу, завершившимся со счётом 2:1. В составе сборной Вальехос принял участие в чемпионате мира 1974 года и Кубке Америки 1975 года. Свой последний матч за сборную Вальехос сыграл в отборочном турнире к чемпионату мира 1978 года против сборной Перу 26 марта 1977 года, тот матч чилийцы проиграли со счётом 0:2, из-за чего не смогли выйти в финальный турнир. Всего же за сборную Вальехос сыграл 20 официальных матчей, в которых пропустил 36 голов.
| №  | Дата            | Соперник   | Счёт | Голы | Турнир                       |
| 1  | 18 августа 1968 | Перу       | 2:1  | 1    | Тихоокеанский Кубок          |
| 2  | 4 декабря 1968  | Аргентина  | 2:1  | 1    | Кубок Карлоса Диттборна      |
| 3  | 22 марта 1970   | Бразилия   | 0:5  | 5    | Товарищеский матч            |
| 4  | 26 марта 1970   | Бразилия   | 1:2  | 2    | Товарищеский матч            |
| 5  | 21 июля 1971    | Аргентина  | 2:2  | 2    | Товарищеский матч            |
| 6  | 8 августа 1971  | Парагвай   | 0:2  | 2    | Товарищеский матч            |
| 7  | 15 августа 1971 | Боливия    | 4:3  | 3    | Товарищеский матч            |
| 8  | 14 июня 1972    | Эквадор    | 2:1  | 1    | Кубок независимости Бразилии |
| 9  | 18 июня 1972    | Португалия | 1:4  | 4    | Кубок независимости Бразилии |
| 10 | 16 августа 1972 | Мексика    | 0:2  | 2    | Товарищеский матч            |
| 11 | 18 июля 1973    | Аргентина  | 3:1  | 1    | Кубок Карлоса Диттборна      |
| 12 | 26 апреля 1974  | Гаити      | 0:0  | -    | Товарищеский матч            |
| 13 | 12 мая 1974     | Ирландия   | 1:2  | 2    | Товарищеский матч            |
| 14 | 14 июня 1974    | ФРГ        | 0:1  | 1    | Чемпионат мира 1974          |
| 15 | 18 июня 1974    | ГДР        | 1:1  | 1    | Чемпионат мира 1974          |
| 16 | 22 июня 1974    | Австралия  | 0:0  | -    | Чемпионат мира 1974          |
| 17 | 17 июля 1975    | Перу       | 1:1  | 1    | Кубок Америки 1975           |
| 18 | 20 июля 1975    | Боливия    | 1:2  | 2    | Кубок Америки 1975           |
| 19 | 30 января 1977  | Уругвай    | 0:3  | 3    | Кубок Хуана Пинто Дурана     |
| 20 | 26 марта 1977   | Перу       | 0:2  | 2    | Отборочный матч к ЧМ 1978    |

Итого: 20 матчей / 36 пропущенных голов; 5 побед, 5 ничьих, 10 поражений.

## Достижения

### Командные
Сборная Чили
- Обладатель Тихоокеанского Кубка: 1968
- Обладатель Кубка Карлоса Диттборна: 1973

 «Универсидад Католика»
- Чемпион Чили (2): 1966, 1987
- Серебряный призёр чемпионата Чили (4): 1964, 1965, 1967, 1968

 «Унион Эспаньола»
- Чемпион Чили (2): 1973, 1975
- Серебряный призёр чемпионата Чили: 1972
- Бронзовый призёр чемпионата Чили: 1971
- Финалист Кубка Либертадорес: 1975

 «Эвертон» (Винья-дель-Мар)
- Чемпион Чили: 1976
- Серебряный призёр чемпионата Чили: 1977

 «О’Хиггинс»
- Бронзовый призёр чемпионата Чили: 1978